# Padány
Padány (szlovákul Padáň) község Szlovákiában, a Nagyszombati kerületben, a Dunaszerdahelyi járásban.

## Fekvése
Dunaszerdahelytől 11 km-re délkeletre fekszik.

## Élővilága

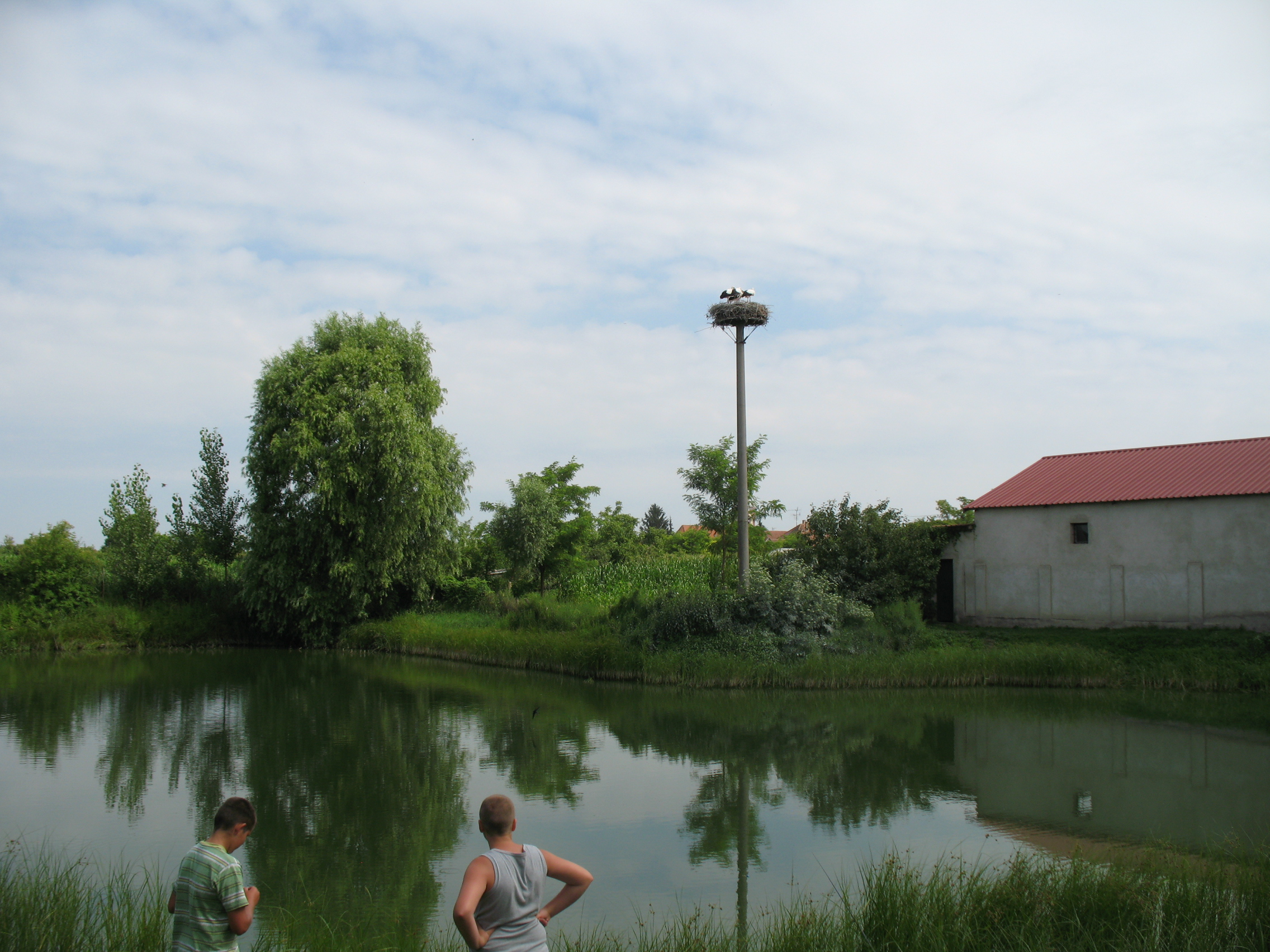
Gólyafészek
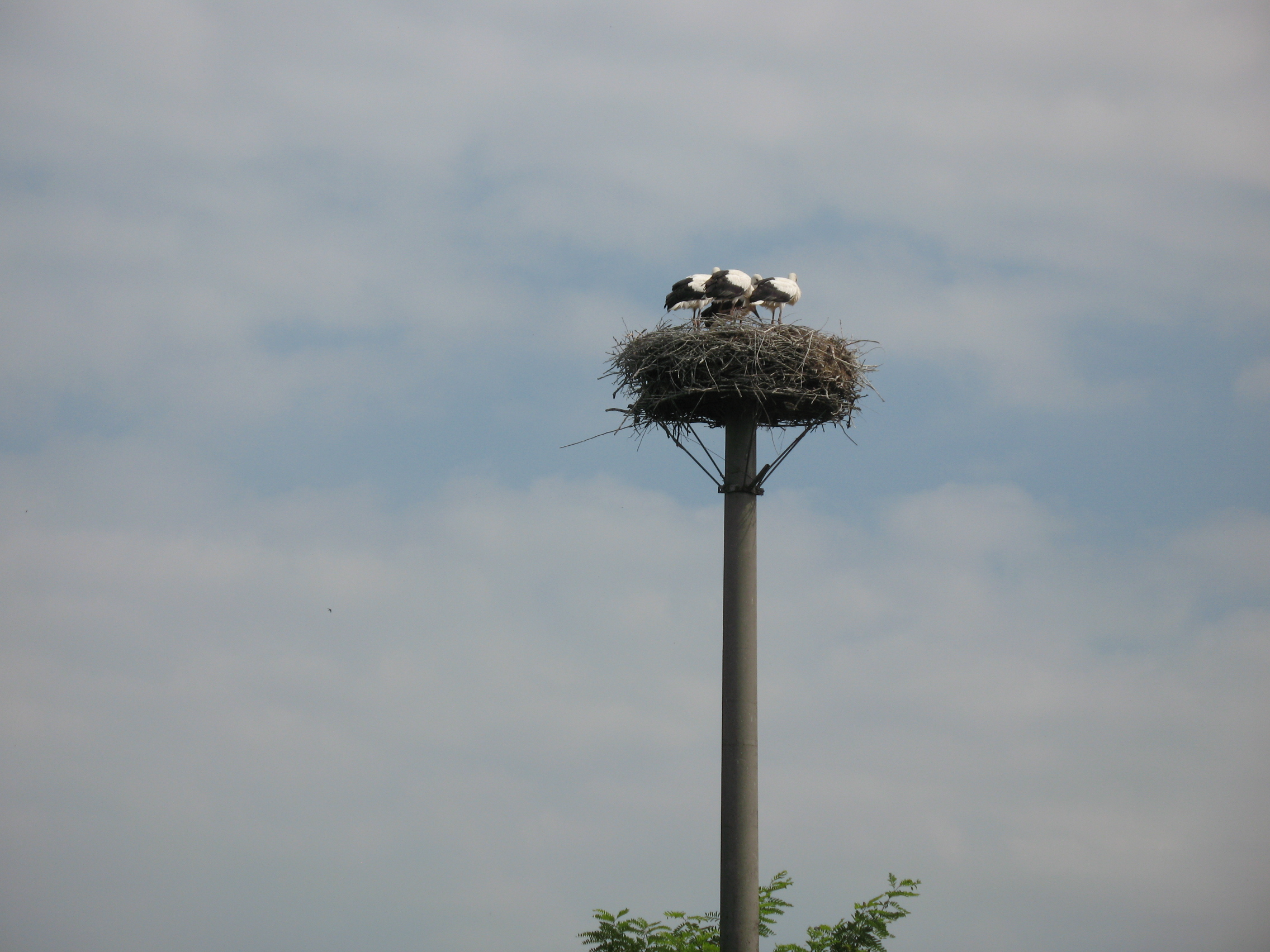
Gólyafiókák 2013-ban
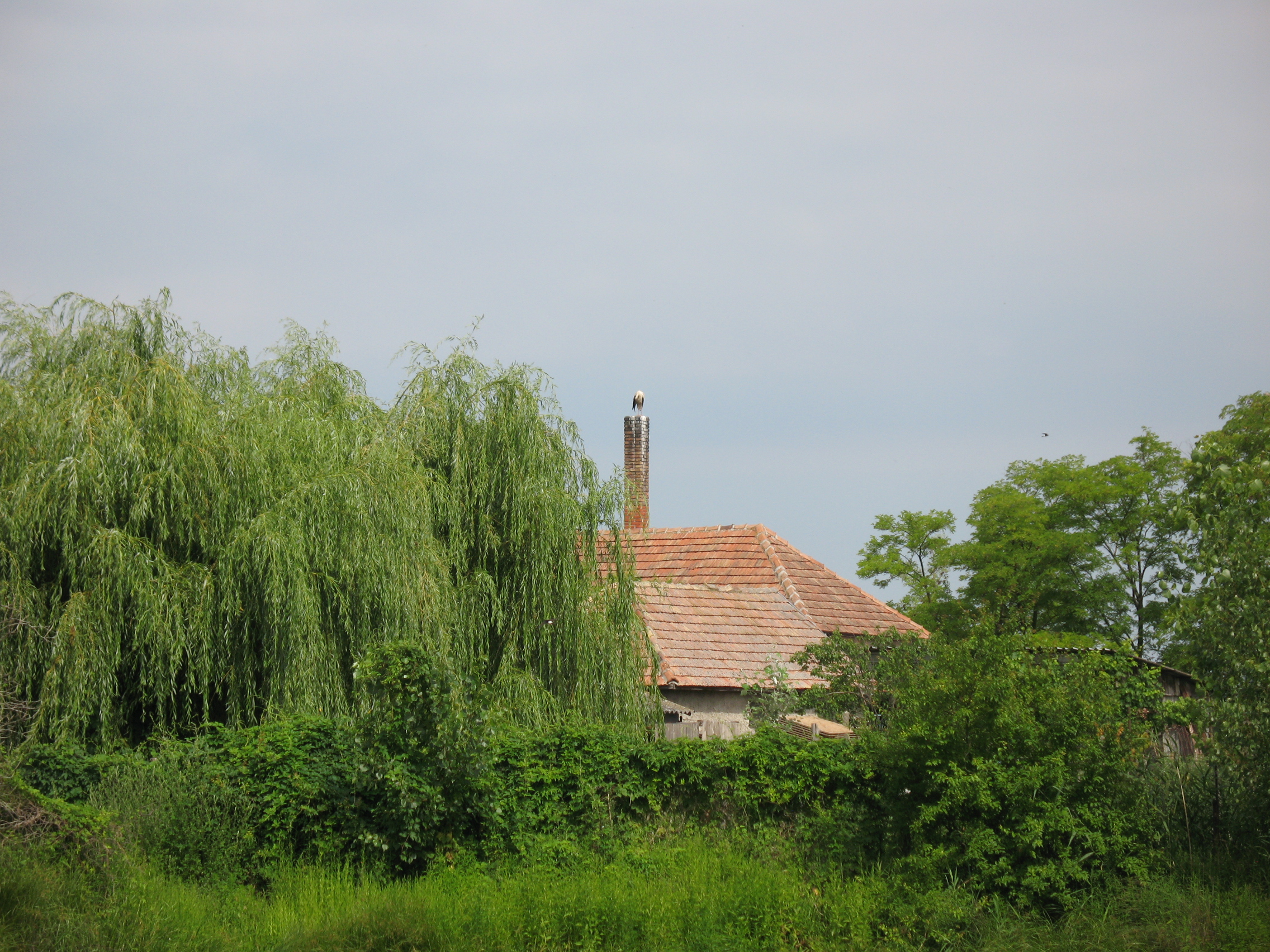
Gólya ül a kéményen
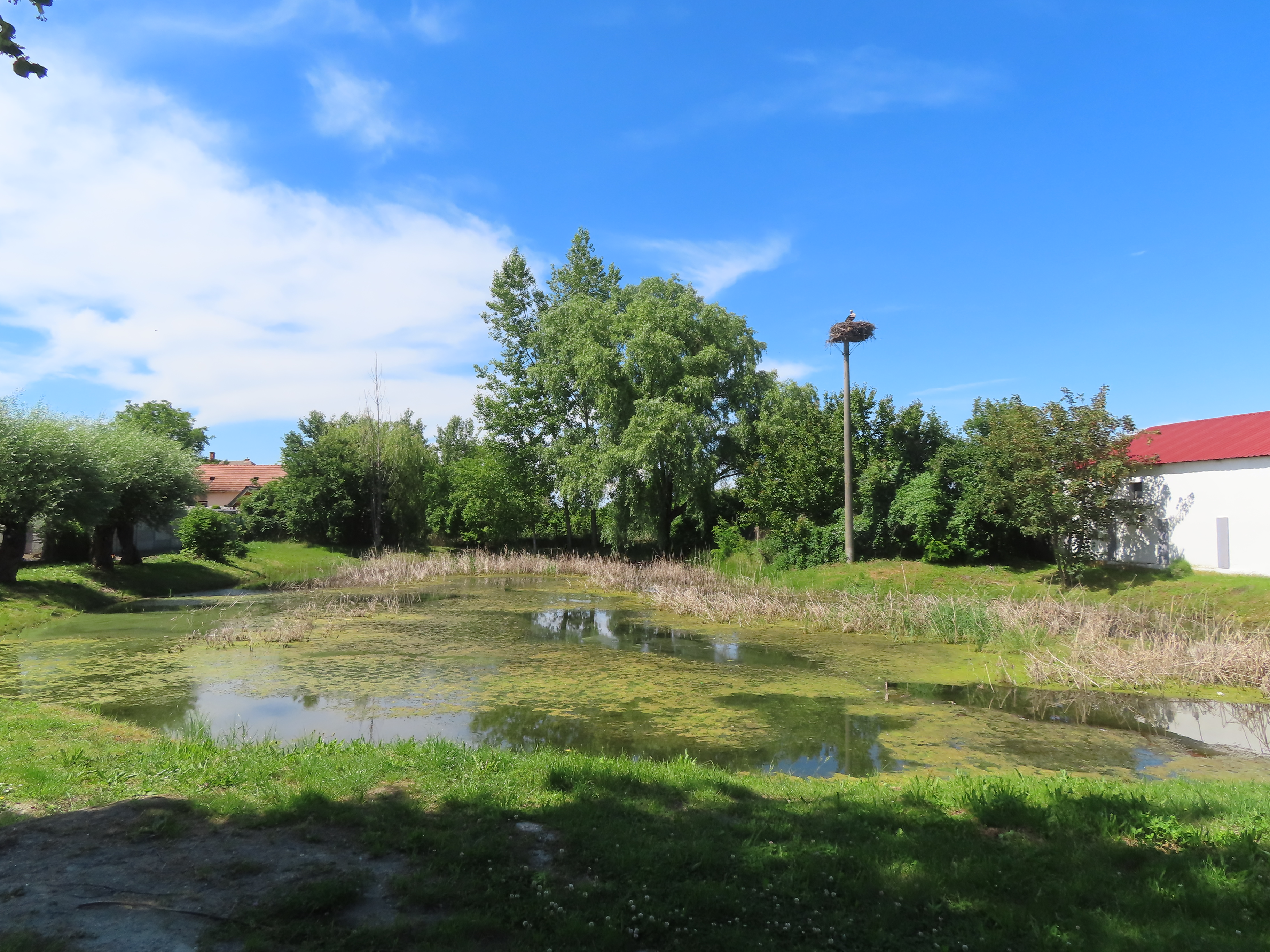
2024

Padányon a tónál van gólyafészek. 2013-ban négy fiókát számoltak össze.

## Története
Helyén valószínűleg eredetileg besenyő szálláshely volt, mert egy 1256-ban kelt oklevél "Padan" falut mint a besenyők régi települését említi. Ez egyben a község első írásos említése is. Kezdetben a pozsonyi vár tartozéka volt. IV. Béla egyik későbbi oklevelében a padányi besenyő kocsmáros kérésére a király őt és rokonait nemesi rangra emeli azzal a feltétellel, hogy a király minden hadjáratában részt vesznek. Ezzel a Padányi nemzetség a falu egyedüli birtokosa lett. A család nemesi rangját IV. Béla fia, V. István is megerősítette. Később a Padányiak nemzetsége több ágra szakadt, ezekből lettek a Bíró, Bodó, Kossár, László, Máttyus, Szakál és más nemesi családok. A települést 1288-ban "Terra Padan", 1291-ben "Villa Padan", 1326-ban "Possessio Padan" néven említik az írott források. 1341-ben a pozsonyi káptalan határjelek vizsgálatát végezte, mivel a padányi és petényi nemesek között viszály támadt.
Padány lakói veszély idején a falut övező mocsarakban épített sáncok mögé menekültek. Az ingoványban máig láthatók a védősáncok és árkok nyomai, melyek megvédték őket a török támadásoktól is. A 16. században lakói felvették a protestáns hitet, melyet később is megtartottak. A község régi temploma szerepel az elpusztított kálvinista egyházak 1681-es jegyzékében. 1731-ben rendeletileg vették el a padányiaktól templomukat, plébániájukat és annak egész vagyonát, lelkészüket pedig a hatalom elüldözte. A történtek a falu fejlődését is súlyosan hátráltatták. 1884-ben és 1905-ben nagy tűzvészek pusztítottak a településen. A fejlődést az sem segítette elő, hogy 1896-ban Pálffy Sándor gróf megakadályozta, hogy a vasútat és a közútat itt vezessék át.
Vályi András szerint „Nagy, és Kis-Padány, két magyar falu Poson Vármegyében, földes Urai külömbféle Uraságok, lakosai katolikusok, többen reformátusok, fekszenek Bőshöz fél mértföldnyire, határbéli földgyeik középszerűek, mint vagyonnyaik, második osztálybéliek.”
Fényes Elek szerint „Padány (Nagy), magyar falu, Poson vmegyében, Bőshöz észak-keletre 1 1/2 órányira, 52 kath., 380 ref., 15 zsidó lak. Ref. anyaszentegyházzal, s ekklézsiával. Határának egy része posványos rétség, melly savanyu szénát, nádat eleget ád, sok vízimadarat táplál. Burgonyájok sok és hires. F. u. nemesek. Ut. p. Somorja.”
A trianoni békeszerződésig Pozsony vármegye Dunaszerdahelyi járásához tartozott.
A mai Padány területén feküdt egykor Petény falu is, melyet 1298-ban a pozsonyi vár tartozékaként említenek először. Később lakói közül többen nemesi rangot kaptak, közülük került ki a későbbi birtokos Petényi család őse. Egy 1356-ban kelt oklevél említi Petényi Miklós fiait: Jakabot, Pétert és Andrást. 1553-ban már csak egy adózó portája volt a településnek, mely a török időkben pusztult el. Helyén a későbbiekben major volt, mely a 18. században királyi tulajdon. 1905 és 1945 között Kuffler Viktor volt a birtokosa, aki kastélyt is építtetett ide. A major 1948-ban a Nagymegyeri Állami Gazdaság tulajdona lett.

## Népessége
| Év:            | 1994. | 2004.    | 2014.   | 2024.   |
| -------------- | ----- | -------- | ------- | ------- |
| Emberek száma: | 769   | 895      | 881     | 889     |
| Eltérés:       |       | +16,38 % | -1,56 % | +0,90 % |

| Év:            | 2023. | 2024.   |
| -------------- | ----- | ------- |
| Emberek száma: | 876   | 889     |
| Eltérés:       |       | +1,48 % |

1910-ben 637, túlnyomórészt magyar anyanyelvű lakosa volt.
2001-ben 863 lakosából 815 magyar és 45 szlovák volt.
2011-ben 861 lakosából 764 magyar és 69 szlovák volt.
2021-ben 912 lakosából 756 (+24) magyar, 133 (+14) szlovák, 2 (+1) cigány, 5 egyéb és 16 ismeretlen nemzetiségű volt.

## Neves személyek
- Itt született 1693. április 15-én Padányi Biró Márton (+ Veszprém, 1762. augusztus 16.) magyar katolikus főpap, veszprémi püspök és egyben a veszprémi örökös főispán, királyi tanácsos.[forrás?]
- Itt született 1812-ben László József királyi tanácsos, református esperes-lelkész.[forrás?]

## Nevezetességei

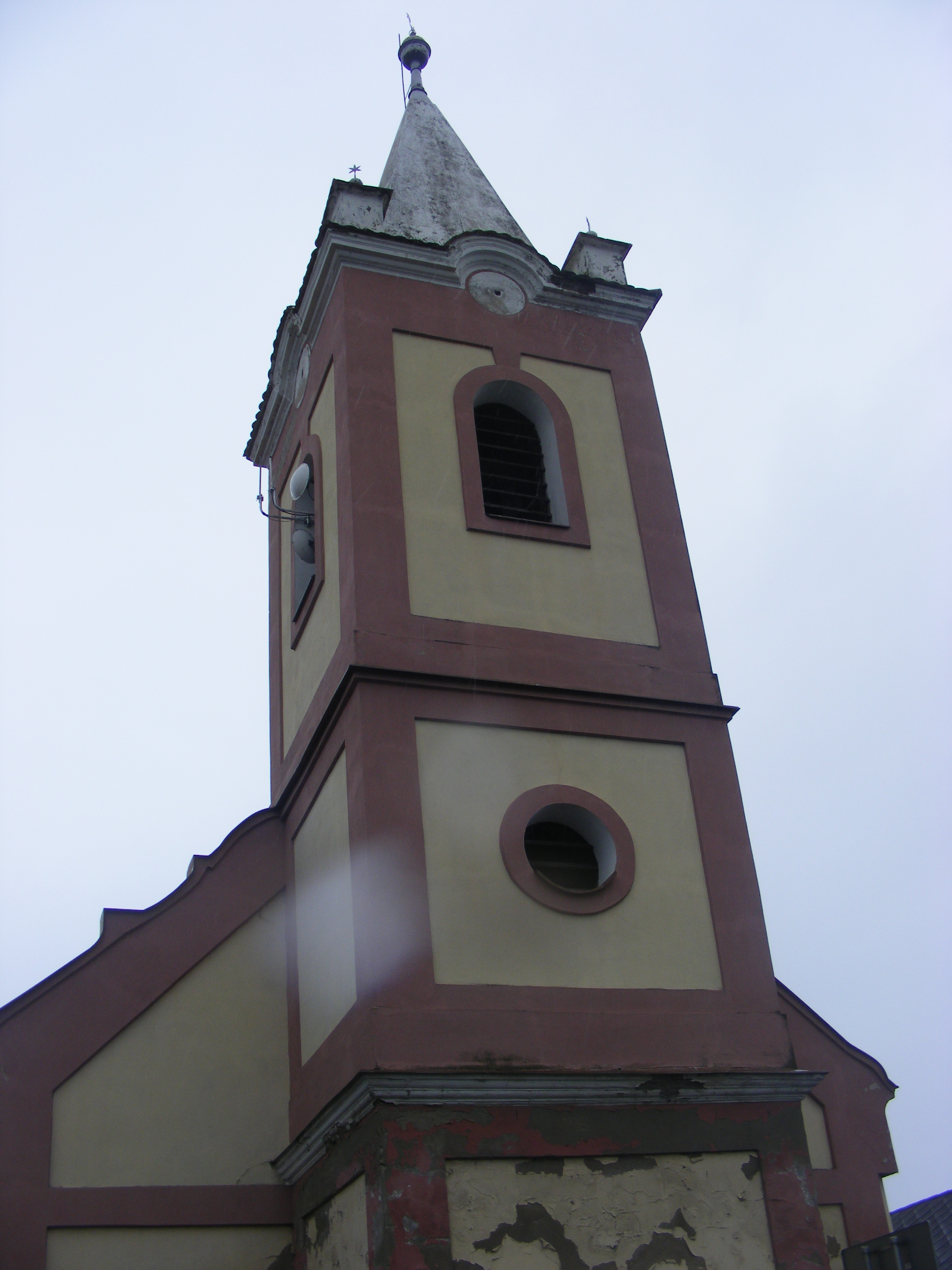
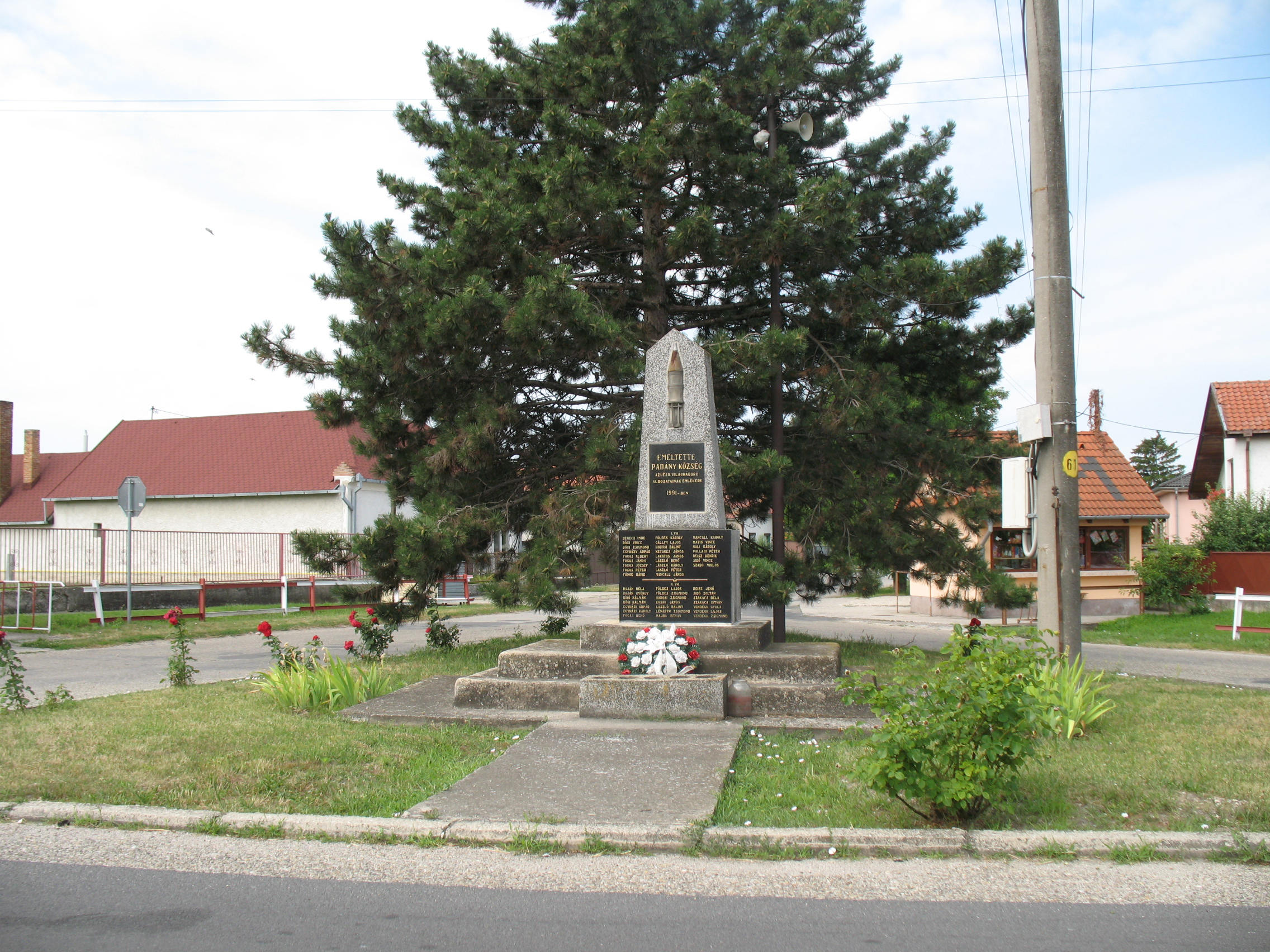

- Református temploma 1787-ben épült klasszicista stílusban, 1816-ban felújították. A templom mellett áll a vele egyidős lelkészlak.
- Petény majorban található a Kuffler család neogótikus kastélya. A kastélyt 1906-ban Kuffler Viktor építtette. 1945-ig volt a család tulajdonában. Ma a Nagymegyeri ÁG farmjának irodaépülete. A majorban máig megmaradt az eredeti szeszfőzde és élesztőgyár épülete, valamint a 20. század elején épített tehénistálló eredeti épülete.